# Crisis política de Túnez de 2013-2014
Una crisis política comenzó a evolucionar en Túnez tras el asesinato del líder izquierdista Mohamed Brahmi el 25 de julio de 2013, en el marco de la transición del país hacia la democracia tras el derrocamiento de Zine El Abidine Ben Ali y la llegada al poder de la Troika, una coalición pluralista de tendencia demócrata islámica que accedió al poder en las primeras elecciones libres para una Asamblea Constituyente. Durante este período, la oposición predominantemente secular del país, agrupada en el Frente de Salvación Nacional, organizó varias protestas contra la alianza, que estaba dominada por el movimiento islamista Ennahda de Rachid Ghanuchi, seguido por el partido de centro Congreso para la República, del Presidente transitorio Moncef Marzouki. La crisis gradualmente disminuyó después de que el Jefe de Gobierno Ali Laarayedh, de Ennahda, dimitiera y diera paso a un gobierno tecnocrático e independiente, y una nueva constitución fuera adoptada en enero de 2014. Finalizando ese año, la oposición obtuvo la victoria en las primeras elecciones legislativas y presidenciales bajo la nueva constitución y, el 31 de diciembre, Béji Caïd Essebsi tomó posesión como Presidente de la República, cerrando con éxito la transición democrática.
Muchos incidentes alimentaron las protestas incluyendo el asesinato de los prominentes líderes seculares Chokri Belaid el 6 de febrero de 2013 y Mohamed Brahmi el 25 de julio. Otros factores incluyen el fracaso del gobierno para lidiar con el surgimiento de grupos salafistas de línea dura, incluyendo Ansar al-Sharia, a quien se creía culpable de los asesinatos, así como muchos otros ataques contra el personal de seguridad y demás instituciones estatales. Esto incitó al gobierno a enumerar al grupo como organización terrorista en medio de la creciente presión de los grupos de oposición.
Las protestas se intensificaron el 23 de octubre de 2013, cuando miles de manifestantes salieron a las calles pidiendo que el gobierno dimitiera horas antes de las conversaciones entre la coalición islámica gobernante y los líderes de la oposición que concluyeron con Ennahda prometiendo dimitir en tres semanas, poniendo fin a un mes estancamiento político. A cambio de la renuncia de Ennahda, la oposición abandonó su propuesta inicial de declarar a Túnez un estado laico, y se mantuvo al Islam como religión de estado, bajo la condición de que se implementara la libertad de culto. El 29 de enero de 2014, luego de la aprobación de la constitución, el gobierno fue reemplazado por otro, provisional, dirigido por Mehdi Jomaa, que se mantuvo hasta después de las elecciones legislativas celebradas ese año.

## Antecedentes

### Revolución tunecina
Un período de resistencia civil caracterizado por disturbios y manifestaciones tuvo lugar en todo el país tras la autoinmolación de Mohamed Bouazizi el 17 de diciembre de 2010, viéndose alimentado por el alto desempleo, la corrupción, la represión política y las pobres condiciones de vida. El 14 de enero de 2011, bajo la presión internacional y al borde de una guerra civil, el dictador Zine El Abidine Ben Ali, gobernante desde 1987, huyó del país. Entre enero y febrero de ese mismo año, el régimen unipartidista de facto de la Agrupación Constitucional Democrática fue disuelto por el presidente provisional Fouad Mebazaa, siendo el partido también desmantelado en marzo, y renunciando también el Primer ministro Mohamed Ghannouchi, iniciándose la transición del país hacia una democracia pluralista. Simultáneamente, y viéndose inspirados por el proceso tunecino, se dio inicio a la Primavera Árabe, una serie de protestas desatadas en la mayor parte del mundo árabe contra diversos gobiernos de corte autoritario, siendo derrocado también Hosni Mubarak en Egipto, y desatándose una guerra civil contra Muamar el Gadafi en Libia, que culminaría con su derrota y muerte en octubre de ese mismo año.

### Asamblea Constituyente y nuevo gobierno
El 23 de octubre de 2011 se celebró una elección para una asamblea constituyente que tenía 217 escaños, siendo considerados estos comicios libres y justos a pesar de la poca participación. Ennahda, un partido islamista de derecha cuyo líder, Rachid Ghanuchi, había sido uno de los principales opositores a los regímenes autoritarios de Habib Burguiba y Ben Ali, obtuvo mayoría simple con el 41% de los escaños y el 37% del voto popular, siendo seguido por el Congreso para la República, de Moncef Marzouki, que obtuvo el 13.4% de los escaños. Se formó entonces una coalición entre Ennahda, el CPR y el partido Ettakatol, conocida como Troika (Tríada o Triunvirato). Hamadi Yebali fue elegido Jefe de Gobierno, y Marzouki Presidente de la República hasta que se aprobara la nueva constitución.
Durante la mayor parte de su existencia, Ennahda había sido un partido ilegalizado por el régimen secularista de Ben Ali, siendo su más destacada participación electoral en las elecciones legislativas de 1989, cuando varios candidatos independientes se presentaron por parte del movimiento, obteniendo poco más del 10% de los votos. Después de esto, cerca de 25.000 activistas del partido fueron detenidos por las fuerzas del régimen, por lo que el movimiento respondió atacando la sede de la Agrupación Constitucional Democrática, asesinando a un hombre y echándole ácido en la cara a otros, lo que hizo que generalmente se identificara al partido como una organización islámica extremista.
Después de la revolución, Ennahda se describió como un partido "islamista moderado" (identificándose con los partidos demócrata cristianos de Occidente) defendiendo la democracia, reconociendo el pluralismo político y aceptando las relaciones con los países occidentales. Sus seguidores consideraron entonces al partido como un ejemplo de cómo se puede lograr un equilibrio entre la modernidad y el islamismo, mientras que sus críticos lo veían como una amenaza al secularismo en Túnez, que a menudo era considerado como el estado árabe más secular. Además, los principales dirigentes de Ennahda han intentado repetidamente tranquilizar a los tunecinos preocupados por la democracia y los derechos humanos. Sin embargo, el Movimiento fue acusado de haber sido moldeado por el salafismo y de estar asociado con los Hermanos Musulmanes de Egipto. Opositores recordaron episodios de la década de 1980 en los que miembros de Ennahda atacaron jóvenes con ácido por "vestirse indecentemente" como una advertencia de que, si Ennahda accedía al poder, habría mucha represión religiosa. También se creía que el propio Rachid Ghanuchi, cofundador del partido, tenía un largo historial de violencia a sus espaldas. Tras la expulsión de Ben Ali, el partido fue legalizado y Ghanuchi fue recibido por una multitud de cerca de mil personas a su regreso al país después de veintidós años de exilio en Europa.

## Causas de la crisis

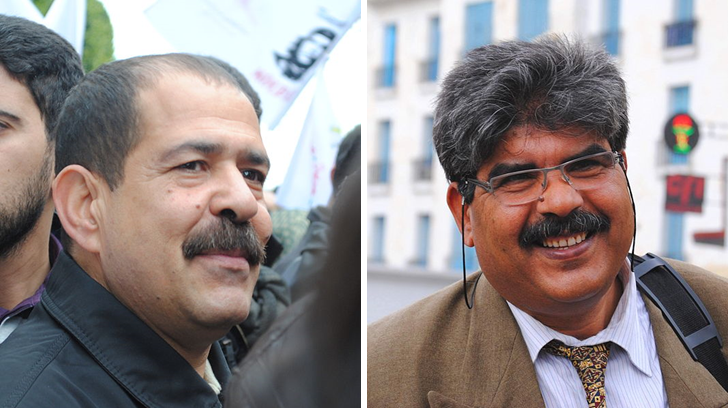
Los políticos socialistas tunecinos asesinados en 2013, Chokri Belaid (izquierda) y Mohamed Brahmi (derecha).

Las protestas fueron alimentadas por asesinatos políticos a gran escala, sobre todo el asesinato del líder del Movimiento de los Patriotas Demócratas Chokri Belaid el 6 de febrero de 2013 y del líder del Movimiento Popular y miembro del parlamento Mohamed Brahmi el 25 de julio de 2013. De ambos asesinatos el principal sospechoso fue Boubacar Hakim, un salafista de línea dura actualmente buscado bajo acusaciones de contrabandear armas para grupos extremistas desde la inestable Libia, sumida en un conflicto bélico desde la caída del gobierno socialista de Muamar el Gadafi.

### Asesinato de Chokri Belaid
El 6 de febrero de 2013, Chokri Belaid salía de su casa en su camino a la sede del Sindicato General de Trabajadores de Túnez para una reunión con su secretario general cuando recibió cuatro disparos por parte de un pistolero a bordo de una moto, conducida por un segundo cómplice. Belaid fue rápidamente llevado a la clínica más cercana, pero los médicos no pudieron salvarlo y fue declarado muerto al momento de su llegada. El actual secretario general del partido de Belaid y líder de la coalición de izquierda Frente Popular, Ziad Lakhdhar, declaró en un comunicado: "Chokri Belaid fue asesinado hoy por cuatro balas en la cabeza y el pecho [...] los médicos nos dijeron que ha muerto. Es un día triste para Túnez". También se informó de que Belaid había recibido varias amenazas de muerte antes de su asesinato, y varios partidarios del Frente Popular acusaron al gobierno de la Troika de no proteger adecuadamente a los líderes de las diferentes facciones políticas durante el proceso de transición, pues Belaid había denunciado las amenazas contra él y otros miembros de su partido semanas antes del ataque. Belaid siempre había atacado a las "Ligas para la Protección de la Revolución" (LPR), una organización nacional alineada con el gobierno que pretendía erradicar a los restos del régimen de Ben Ali, pero estaban acusados de cometer actos violentos contra los grupos de la oposición, y afirmó que había grupos dentro de Ennahda que incitaban a la violencia y que los comités de la LPR eran herramientas utilizadas por el gobierno y sus islamistas aliados para deshacerse de la coalición izquierdista. La noche antes del incidente, Belaid había aparecido en una entrevista en el programa político Nessma TV de Túnez, y había declarado: "Rachid Ghanuchi considera que las ligas son la conciencia de la nación, así que la defensa de los autores de la violencia es clara, todos los que se oponen a Ennahda se convierten en blanco de la violencia".
Después del asesinato, miles de manifestantes de izquierda y opositores a Ennahda se reunieron frente al edificio del Ministerio del Interior en Túnez, llevando el ataúd de Belaid, y gritaron: "El pueblo demanda la caída del régimen" (en árabe: Ash-shab yurid isqat an-nizam) la principal consigna de la Primavera Árabe. El día se volvió violento cuando algunos de los manifestantes arrojaron piedras a la policía, que respondió usando gas lacrimógeno para dispersar los mítines.

### Asesinato de Mohamed Brahmi
El 25 de julio de 2013, Mohamed Brahmi fue asesinado a tiros en su coche frente a su casa en la ciudad de Túnez por pistoleros desconocidos en una moto frente a su esposa Mbarka y su hija Belkis, que fueron testigos de la tragedia. El incidente ocurrió cuando Túnez celebraba el "Día de la República" con el aniversario número cincuenta y seis de la abolición de la monarquía en el país. Brahmi fue trasladado al Hospital Charles Nicolle, donde murió a las pocas horas. Su ataúd fue desfilado por la Avenida Habib Burguiba por varios de sus partidarios, su esposa y su hija, vociferando la consigna: "¡Abajo el gobierno de los islamistas!" y acusando directamente a Ennahda del asesinato. Cientos de partidarios también protestaron en la ciudad natal de Brahmi, Sidi Bouzid. Durante el funeral de Brahmi, los manifestantes pidieron que el gobierno fuera destituido, mientras que la policía les disparaba gases lacrimógenos. Según una declaración hecha por el Fiscal de Túnez con respecto a la autopsia del cadáver de Brahmi; "la muerte se debió a catorce disparos, seis en el torso y ocho en la pierna izquierda". El asesinato de Brahmi fue condenado por muchos líderes internacionales, entre ellos la Alta Comisionada de las Naciones Unidas para los Derechos Humanos Navi Pillay y el presidente del Parlamento Europeo Martin Schulz, quien dijo en una declaración: "Estoy profundamente entristecido al saber del asesinato despreciable de nuestro colega Mohamed Brahmi. Condeno este asesinato en los términos más firmes".

### Investigaciones
Las investigaciones se habían publicado después de los dos asesinatos y el ministro del Interior, Lotfi Ben Jeddou, anunció en una conferencia de prensa que la misma arma automática de 9mm que mató a Belaid también mató a Brahmi. El portavoz del Comité de Defensa Chokri Belaid, Tayeb Oqaili, afirmó el 2 de octubre que, según los documentos oficiales, Abdulhakim Belhadj del Grupo Libio de Lucha Islámica estuvo involucrado en la muerte de ambos políticos, apuntando a los enlaces entre GLLI, Ansar al Sharia y el Movimiento Ennahda. El líder de izquierda sostuvo que aparentemente Belhadj pretendía llevar a cabo ataques terroristas en Túnez y entrenó a la célula de Ansar al-Sharia que mató a los políticos de la oposición, todos bajo observación de los líderes de Ennahda Rachid Ghanuchi, Hamadi Yebali y Samir Dilou, entre otros. El 19 de septiembre de 2013, el ministro del Interior de Túnez dijo a los legisladores que la CIA informó a las autoridades que Brahmi era un blanco y dijo que había habido un "fracaso" en la respuesta de los servicios de seguridad. Anunció que se había abierto una investigación.

### Aumento del islamismo radical
La posrevolución de Túnez ha sido testigo de un aumento sin precedentes en el islamismo radical, conocido como salafismo, con el aumento de la actividad militante, el contrabando de armas de Libia y la participación en la escena política. Van desde los partidos que se autoproclaman moderados como Ennahda a los de línea dura como Ansar al-Sharia. La mayoría de ellos denunciaron la violencia como una forma de alcanzar sus metas y han defendido la democracia públicamente, en un intento de atraer votantes. Sin embargo, algunos han participado en numerosos enfrentamientos con las fuerzas de seguridad, principalmente en el sur y noroeste del país, lo que resulta en numerosas bajas para ambos bandos en un conflicto que a menudo se relaciona con la más amplia insurgencia en el Magreb. Varios ataques de facciones yihadistas tuvieron lugar en el parque nacional Monte Chaambi en la frontera con Argelia. El 29 de julio de 2013, un convoy militar fue emboscado por militantes, resultando en una serie de muertes con muchas de las víctimas encontradas decapitadas y otras mutiladas. Una semana más tarde, las Fuerzas Armadas tunecinas respondieron con una ofensiva del ejército y ataques aéreos para limpiar las montañas de los elementos islamistas responsables de los asaltos.
Una de las organizaciones salafistas más prominentes es Ansar al-Sharia en Túnez (AST) que estuvo muy involucrado en la escena política antes de ser catalogado por el gobierno como un grupo terrorista. El grupo fue fundado en abril de 2011 por Abu Iyadh al-Tunisi, quien anteriormente había cofundado el Grupo de Combate de Túnez (TCG) en Afganistán con Tarek Maaroufi. A diferencia de otros grupos afines en el mundo árabe como Al-Qaeda y el Estado Islámico, AST afirma ser no violenta y se involucra en la actividad caritativa como una forma de obtener apoyo público, y suministran alimentos, medicinas y ropa, mientras que al mismo tiempo predicando la corriente principal del pensamiento salafista. Sin embargo, han estado involucrados en numerosos incidentes violentos como su supuesto papel en la toma de asalto de la embajada de Estados Unidos en Túnez y un ataque a una emisora de televisión que mostró la película de animación Persépolis porque representaba a Dios llamando en repetidas ocasiones a la islamización de los medios de comunicación tunecinos. También han llevado a cabo ataques a exposiciones de arte, locales que venden alcohol y saquearon antiguos santuarios que se consideraban no islámicos.

## Sucesos
Tras el anuncio en los medios del asesinato de Chokri Belaid en la mañana del 6 de febrero, miles de sus partidarios salieron a las calles de todo el país. La Guardia Nacional disparó gases lacrimógenos contra los manifestantes que barricaban la avenida Habib Bourguiba con contenedores, mesas de centro y alambre de púas. Otras protestas violentas estallaron en otras partes del país, incluyendo Mezzouna donde la gente incendió las instalaciones del partido Ennahda, Gafsa donde se saquearon las oficinas del partido y en Sidi Bouzid, el lugar de nacimiento de la revolución 2011, donde 4.000 manifestantes supuestamente inundaron el ciudad, quemarpn neumáticos y arrojaron piedras a las fuerzas de seguridad provocando enfrentamientos con los manifestantes. En un discurso televisado por la noche, el primer ministro Hamadi Jebali anunció las primeras concesiones, revelando que disolvería el gobierno y dijo que "decidió formar un gobierno de ciudadanos competentes sin afiliación política". Sin embargo, al día siguiente, la dirigencia de Ennahda rechazó el plan de Jebali de despedir al gobierno sin consultar a otros miembros del partido. "El primer ministro no pidió la opinión de su partido", dijo Abdelhamid Jelassi, vicepresidente del Movimiento.
El 8 de febrero, cientos de miles de dolientes, reunidos en el funeral de Chokri Belaid, fueron interrumpidos por varios jóvenes armados con machetes que supuestamente intentaron robar los teléfonos y las cámaras de los manifestantes e incendiaron los automóviles, lo que provocó que la policía usa gases lacrimógenos para dispersar a los manifestantes que chocaron con ellos fuera del cementerio. Bancos, fábricas y tiendas cerraron como parte de una huelga general a la que se unió Tunis Air que suspendió todos sus vuelos. Un día más tarde, miles de islamistas realizaron una manifestación masiva en apoyo al gobierno. El 15 de marzo, la Asamblea Constituyente votó a favor de tener preparado para abril un borrador de la nueva Constitución, y convocar a nuevas elecciones presidenciales y legislativas para una fecha entre el 15 de octubre y el 15 de diciembre.
El 25 de julio, después del asesinato de Mohamed Brahmi enfrente de su esposa e hija, se desataron más protestas multitudinarias contra el gobierno, en las cuales se llegaron a cantar consignas acusando a Rachid Ghanuchi de asesino. En los siguientes días, la Unión General Tunecina del Trabajo (UGTT), principal centro sindical del país, convocó a una huelga general y anunció un día de luto por las muertes de Belaid y Brahmi. Ese mismo día, el 26 de julio, 42 constituyentes se retiraron de sus puestos y pidieron que el gobierno sea reemplazado por un gobierno de unidad nacional encargado de terminar la constitución y allanar el camino para nuevas elecciones. En las protestas subsiguientes, un activista de cuarenta y ocho años resultó muerto al ser alcanzado en la cabeza por un bote de gas lacrimógeno;  y un oficial de policía salió gravemente herido en un ataque con bomba.
Ante las acusaciones de islamismo radical y otra serie de masivas protestas durante todo el mes de agosto, el gobierno de Ennahda declaró a Ansar al-Sharia una organización terrorista ilegal el día 27. No obstante estas medidas, el 1 de septiembre se realizó una manifestación masiva, formando una cadena humana de 2 millas de largo en la capital del país, desde el edificio del parlamento hasta la sede gubernamental y pidiendo la renuncia inmediata del gobierno. Esto fracasó y los funcionarios permanecieron varios meses más en sus cargos.
El 28 de septiembre iniciaron finalmente las negociaciones entre las partes enfrentadas, y el 23 de octubre el primer ministro Laarayedh acordó renunciar, pero insistió en que primero debía completarse la redacción de la constitución y el establecimiento de una comisión electoral independiente que organizara los comicios venideros. Horas antes de las conversaciones sobre la crisis entre el gobierno liderado por los islamistas y la oposición principalmente secular, miles de tunecinos dudosos sobre las intenciones de Ennahda se manifestaron en todo el país pidiendo la renuncia inmediata del gobierno. Sin embargo, las conversaciones se retrasaron hasta el siguiente viernes tras los enfrentamientos entre militantes islamistas y las fuerzas de seguridad que dejaron seis policías muertos. El 24 de octubre, la UGTT convocó a una huelga general en Sidi Bouzid tras la muerte de seis agentes de policía el día anterior. Al día siguiente, finalmente se reanudaron las negociaciones. Gannuchi declaró públicamente que "Ennahda puede estar dispuesto a renunciar al gobierno, pero no al poder".
El 27 de noviembre, tres ciudades fueron afectadas por huelgas generales en protesta por las dificultades económicas. Las ciudades afectadas por la protesta fueron Siliana, la ciudad minera de Gafsa y Gabès, con manifestantes pidiendo una mayor inversión en sus regiones y que el gobierno aborde las desiguales oportunidades de inversión que favorecen a la capital y las ciudades cercanas. En Siliana, las protestas se tornaron violentas cuando un grupo de jóvenes manifestantes se enfrentaron con la policía y dejaron casi 50 policías heridos según el Ministerio del Interior, dos de ellos gravemente heridos y otros sufriendo fracturas mientras que una fuente hospitalaria citada por la AFP mencionó treinta oficiales de policía y dos manifestantes heridos. Cientos de manifestantes atacaron e incendiaron dos de las oficinas del partido gobernante en Gafsa después de intentar entrar en la oficina del gobernador donde fueron dispersados por la policía disparando gas lacrimógeno. Cantaron eslóganes como "La gente de Gafsa es gente libre". En Gabès, los manifestantes colocaron una piedra angular simbólica en la ubicación de la futura escuela de medicina de la Universidad de Gabès y no se informaron enfrentamientos.
Al día siguiente, las huelgas fueron respondidas por un ataque de sesenta hombres contra la sede del izquierdista Frente Popular en la capital. El grupo dijo en su página de Facebook que no hubo daños y que sus miembros se encontraban bien.

## Resolución
El 14 de diciembre de 2013 se llegó a un acuerdo entre varios líderes opositores y el oficialismo para la instauración de un gobierno de unidad nacional liderado por el tecnócrata Mehdi Jomaa que, sin embargo, había sido ministro en el gobierno de Ennahda. Esto último provocó el rechazo del recién fundado partido opositor, Nidaa Tounes, presidido por el ex primer ministro interino Béji Caïd Essebsi. Sin embargo, la Asamblea Constituyente finalmente votó por la investidura de Jomaa exitosamente, aunque este no asumiría hasta después de que la constitución estuviera lista. Entre los puntos discutidos, se aceptó que el islam se mantendría como religión de estado, pero que se practicaría y respetaría la libertad de culto expresamente.
El 26 de enero de 2014, entró en vigor la nueva constitución. A pesar de que la crisis se resolvió pacíficamente, la misma repercutió severamente en la imagen de los partidos de la Troika. Ettakatol y el Congreso para la República prácticamente perdieron toda relevancia política, y el partido laicista Nidaa Tounes obtuvo una amplia victoria en las elecciones legislativas y, posteriormente, las presidenciales, en las que Ennahda se abstuvo de participar.